# Lögner (film)
Lögner är en svensk tecknad kortfilm från 2008 i regi av Jonas Odell. Filmen består av dramatiserade intervjuer med personer som återberättar situationer då de ljugit. Filmen tilldelades Guldbaggen för bästa kortfilm för filmåret 2010.